# Abbaye de Waldsassen
L'abbaye de Waldsassen est une abbaye cistercienne située à Waldsassen dans le diocèse de Ratisbonne en Bavière.

## Historique

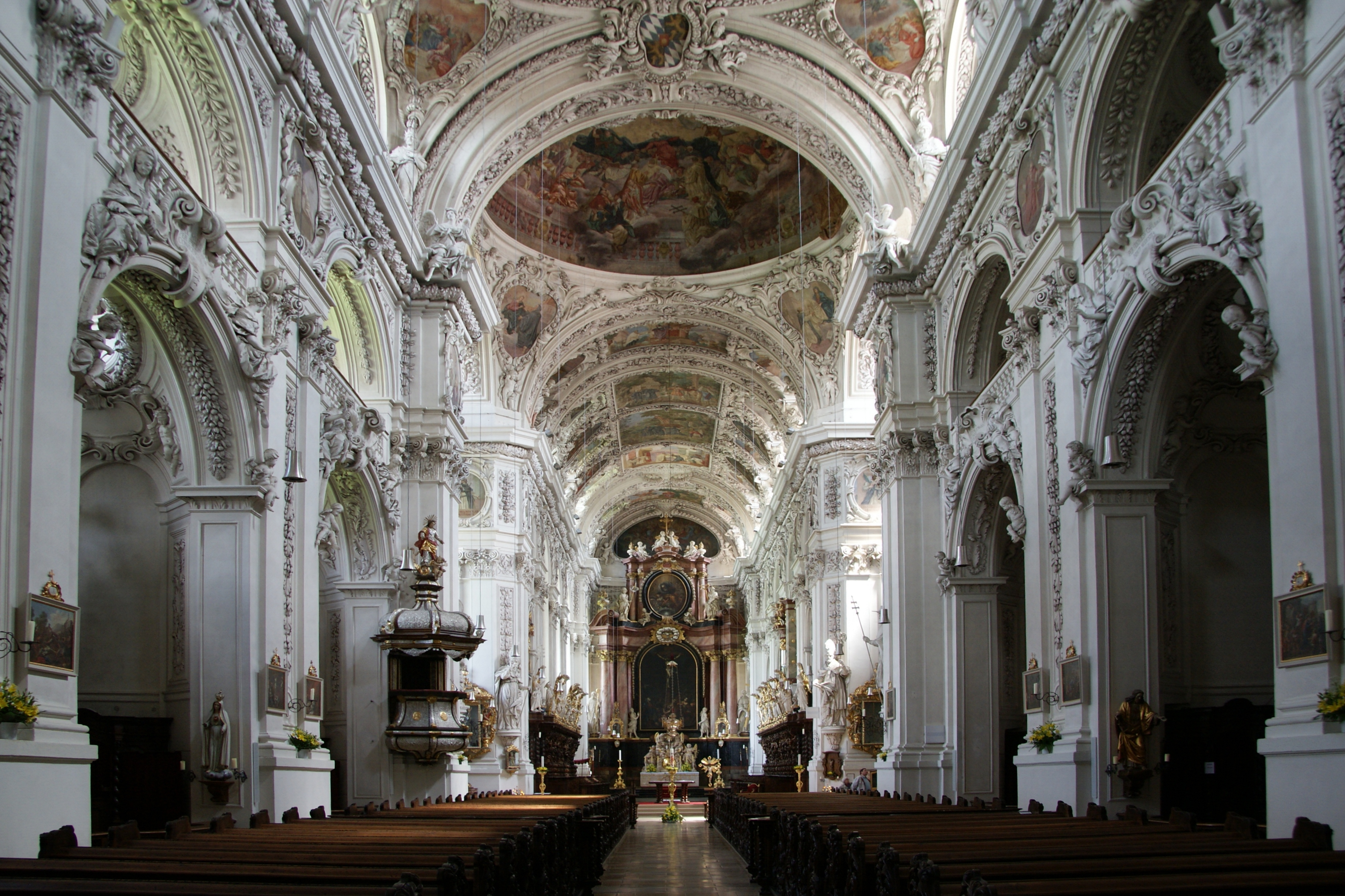
Intérieur de la basilique.

C'est le margrave Diepold III von Vohburg qui fonde l'abbaye dédiée à Notre Dame en 1133 et appelle des moines cisterciens de l'abbaye de Volkenroda en Thuringe. Elle appartient donc à la filiation de l'abbaye de Morimond. Elle obtient les privilèges de l'immédiateté en 1147 de la part de Conrad III. Le pape Lucius III la met en 1185 directement sous la protection du Saint-Siège. Jusqu'au XIVe siècle, ses abbés sont choisis dans la haute aristocratie allemande. Elle est incendiée pendant la guerre de succession de Landshut (1503-1505) et reconstruite en 1517.
La fin de l'abbaye semble sonner en 1556, lorsque la Réforme provoque la conversion au protestantisme des habitants de la région, suivant celle de l'Électeur palatin, Ottheinrich de Wittelsbach (1502-1559), et que l'abbaye est sécularisée. Cependant des moines cisterciens venant de l'abbaye de Fürstenfeld retournent dans le pays en 1661. L'abbaye est de nouveau consacrée comme abbaye en 1690. Elle ne recouvre pas son privilège d'immédiateté et se place sous la protection de l'Électeur de Bavière. Une période florissante commence alors. Elle est reconstruite en 1681 en style baroque, après avoir souffert des troupes suédoises pendant la guerre de Trente Ans. Les plans sont d'Abraham Leuthner, de Georg Dientzenhofer et de ses frères. L'abbaye et sa somptueuse abbatiale (devenue basilique) sont consacrées en 1704 et la fameuse bibliothèque terminée en 1727.
Cependant le recès d'Empire de 1803, inspiré de Napoléon Bonaparte provoque à nouveau la fin des cisterciens dans ces murs. Ils sont chassés et l'abbaye devient domaine de la couronne de Bavière, alliée de l'Empire français. Ses domaines consistaient en 715 km2 de terres agricoles et de forêts, la ville de Tirschenreuth, six bourgs de marché, et plus de cent cinquante villages, le tout comprenant 20 000 âmes. L'église abbatiale devient alors simple église paroissiale. Plus tard en 1828, un négociant achète les murs de l'abbaye, pour en faire une fabrique de calicot.
L'Ordre cistercien réussit à racheter Waldsassen pour en faire une abbaye féminine en 1863 et y installe d'abord un prieuré. Waldsassen est à nouveau érigée en abbaye en 1925. Paul VI confère le titre de basilique mineure à l'abbatiale en 1969.
L'abbaye abrite aujourd'hui en grande partie une école (Realschule) secondaire pour jeunes filles, tenue par les sœurs cisterciennes. Le reste se visite, sauf la partie abritant la clôture monastique.

## Architecture

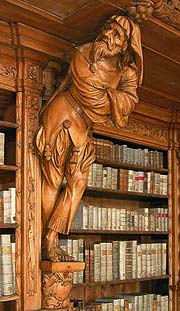
L’ Ignorant de la bibliothèque